# Kraška dekanija
Kraška dekanija je rimskokatoliška dekanija, ki spada pod okrilje škofije Koper. 

## Župnije
- Župnija Dutovlje
- Župnija Komen
- Župnija Lokev
- Župnija Rodik
- Župnija Senožeče
- Župnija Sežana
- Župnija Slivje
- Župnija Štjak
- Župnija Tomaj
- Župnija Vojščica